# Sõmerpalu község
Sõmerpalu község közigazgatási egység volt 1991–207 között Észtországban, Võru megye északi részén. A községet a megszűnésekor Aare Hollo polgármester vezette. A község lakossága 2016. január elsején 1771 fő volt, amely 181,6 km²-es területét tekintve 9,8 fő/km² népsűrűséget jelent. A községet a 2017-es észtországi közigazgatási reform során megszüntették és beolvasztották Võru községbe.

## Települések
A községhez egy városi jellegű település (alevik) és 34 falu tartozott.

### Városi jellegű település
- Sõmerpalu

### Falvak
Alakülä, Alapõdra, Haava, Haidaku, Haamaste, Hargi, Heeska, Horma, Hutita, Hänike, Järvere, Kahro, Keema, Kurenurme, Kärgula, Lakovitsa, Leiso, Liiva, Lilli-Anne, Linnamäe, Majala, Mustassaare, Mustja, Mäekülä, Osula, Pritsi, Pulli, Punakülä, Rauskapalu, Rummi, Sulbi, Sõmerpalu, Udsali, Varese.

## Képek

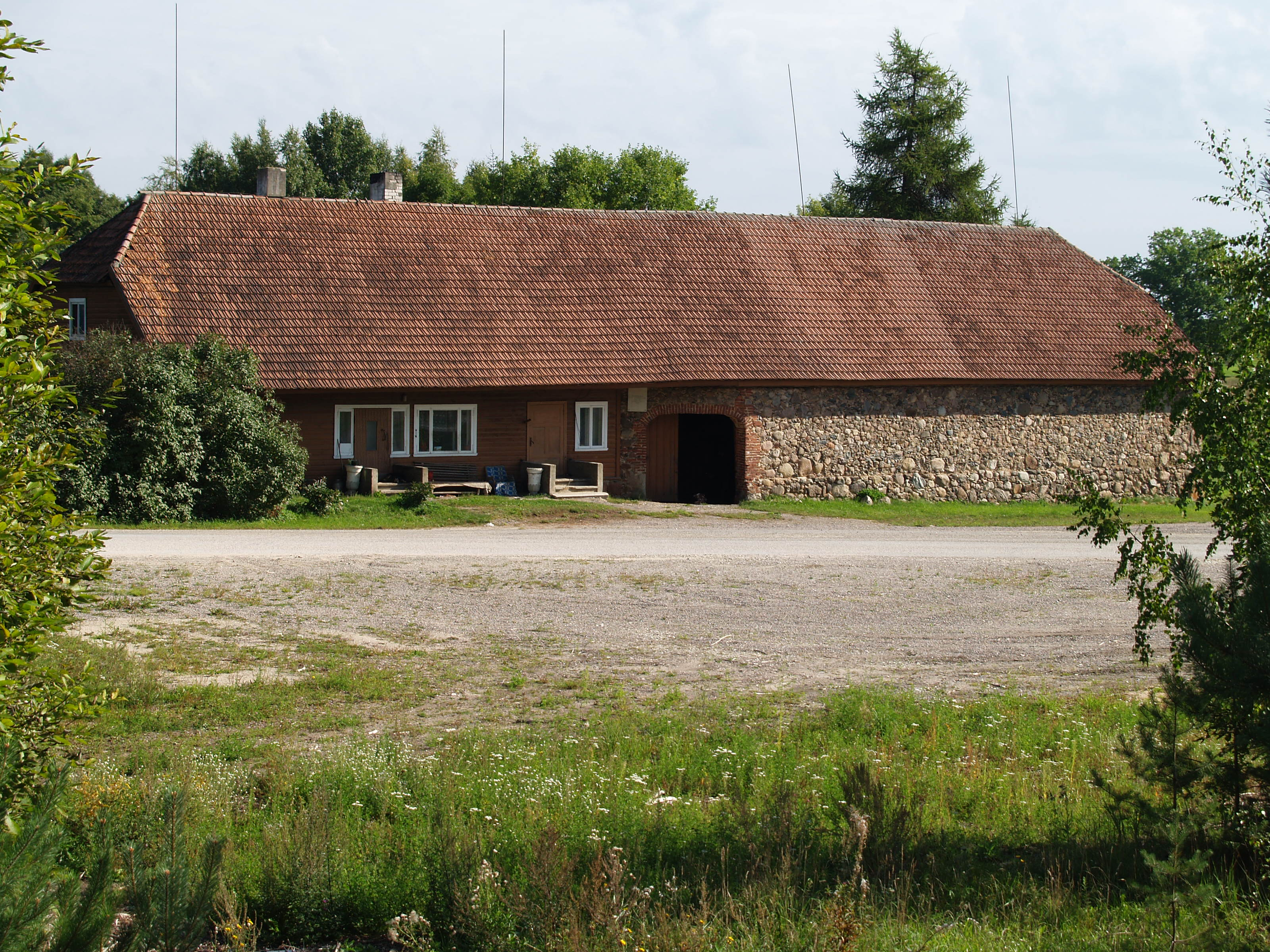
Régi kocsma épülete
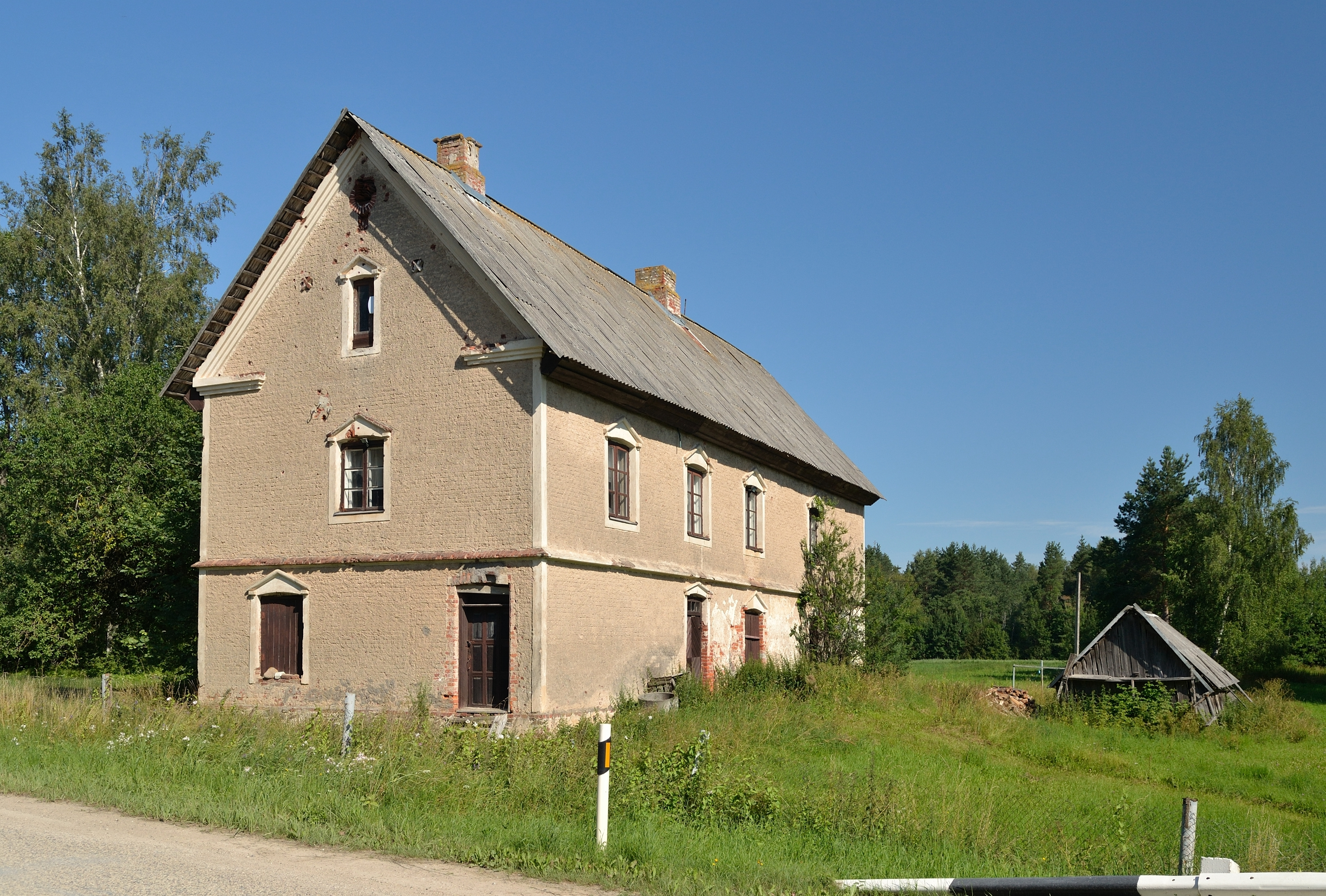
A Kärgul-kúria
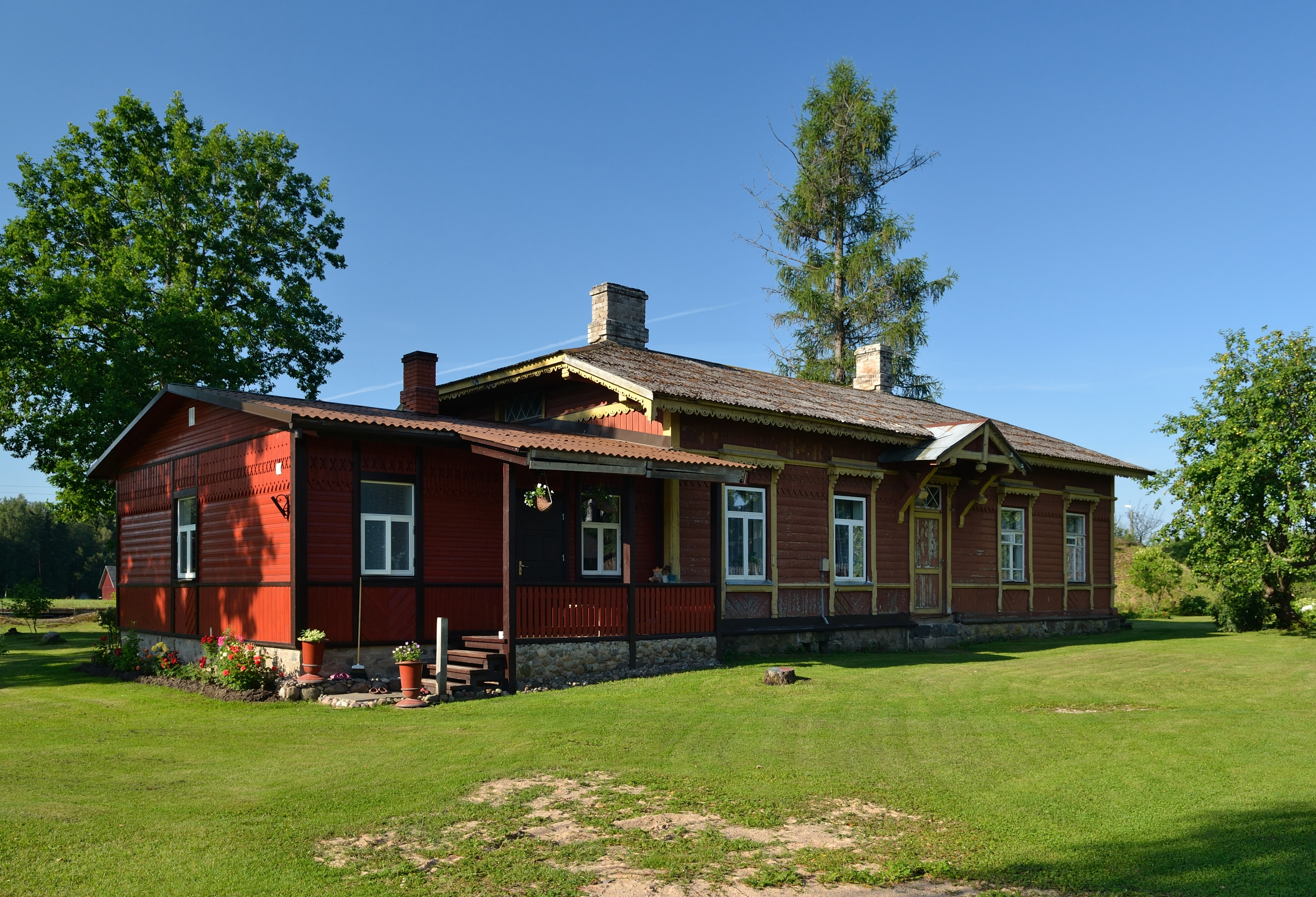
Sõmerpalu korábbi állomásépülete, ma lakóház
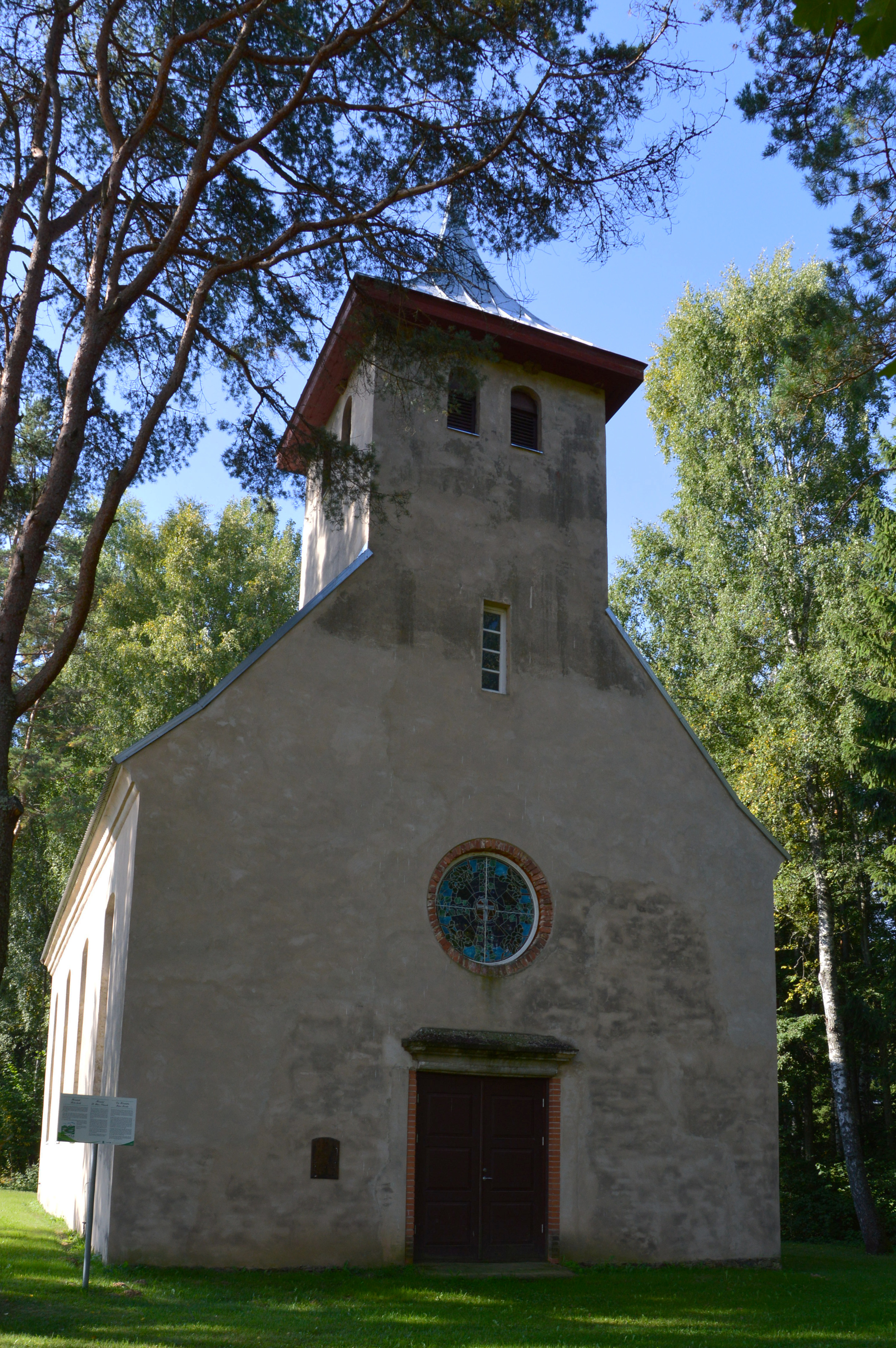
A Heimtali Peetri templom
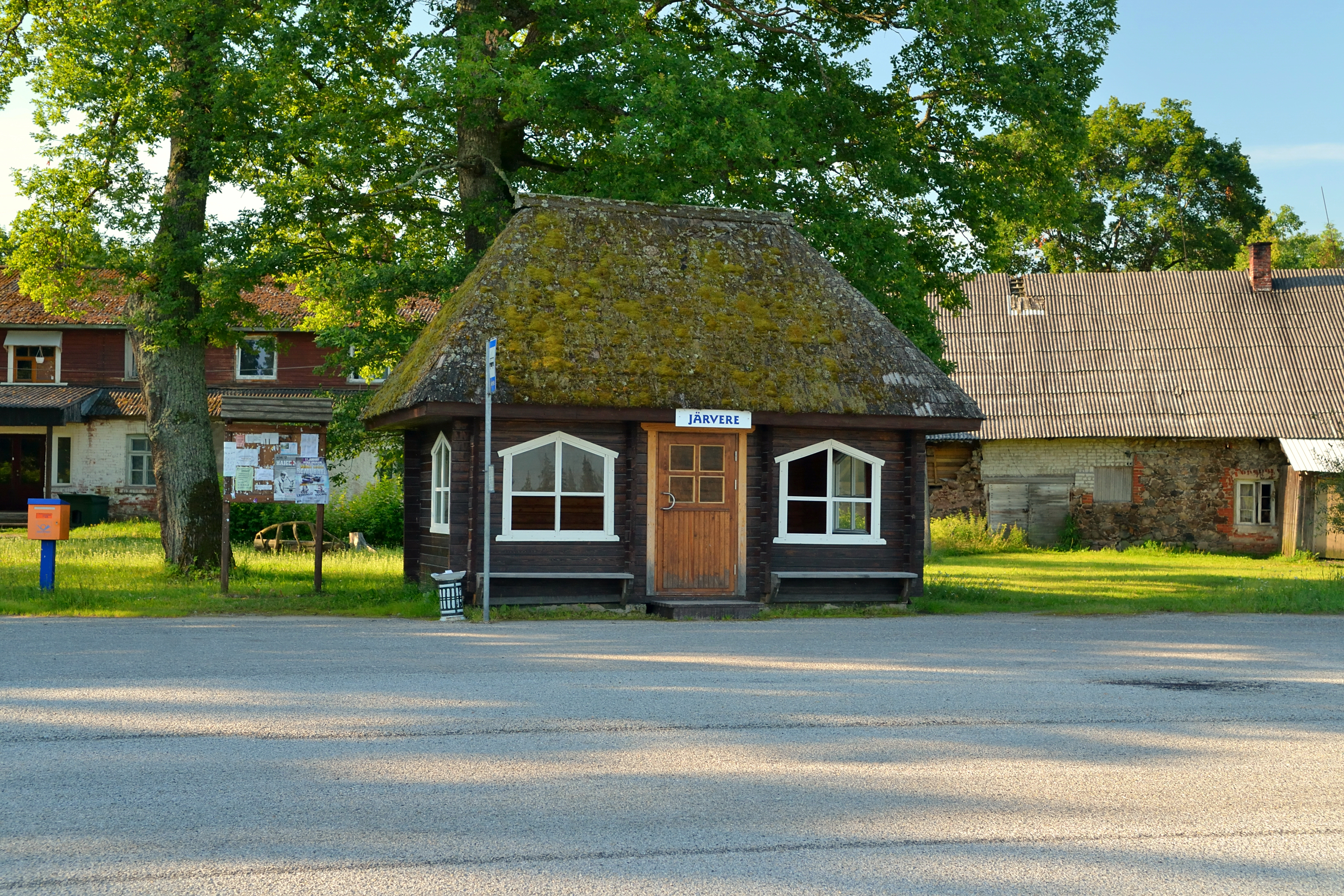
Järvere buszmegállója

## Fordítás
Ez a szócikk részben vagy egészben  a   Sõmerpalu vald című észt Wikipédia-szócikk ezen változatának fordításán alapul.  Az eredeti cikk szerkesztőit annak laptörténete sorolja fel. Ez a jelzés csupán a megfogalmazás eredetét és a szerzői jogokat jelzi, nem szolgál a cikkben szereplő információk forrásmegjelöléseként.